# Precipitación (meteorología)

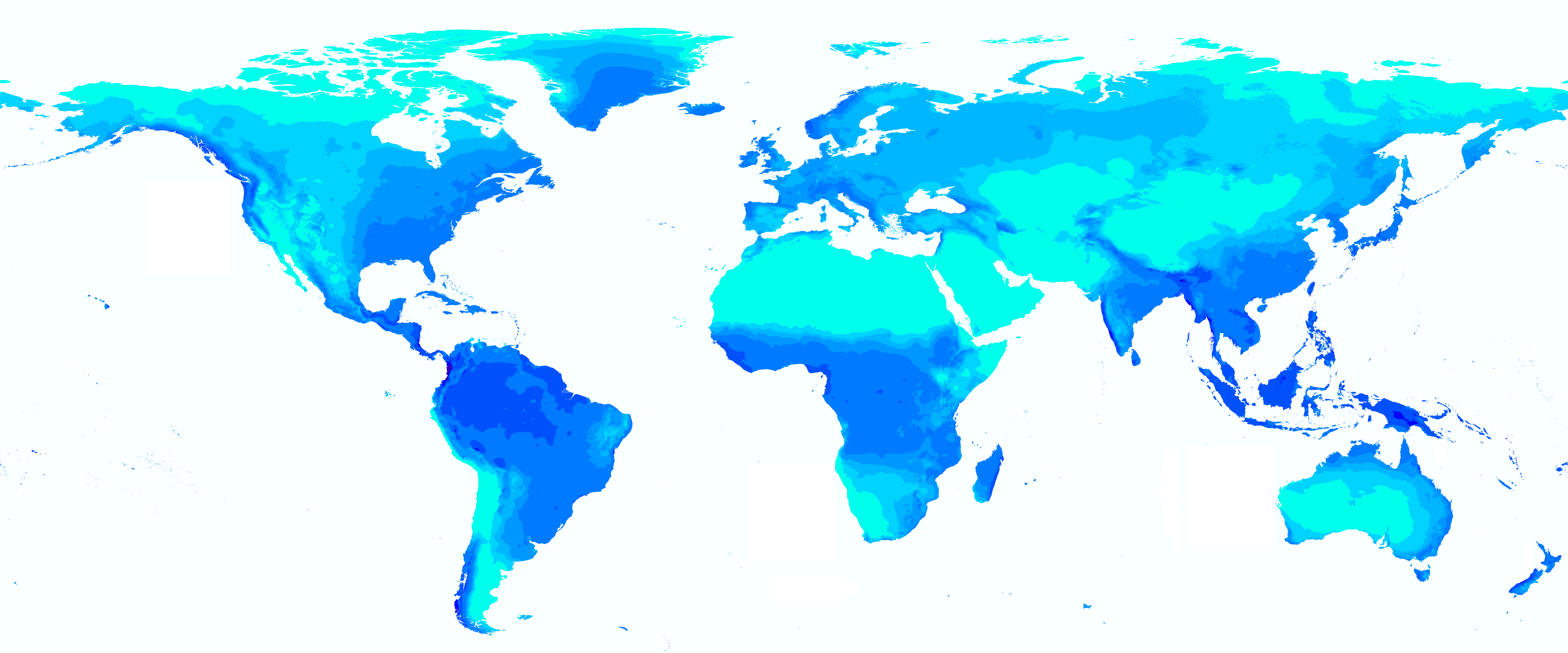
Precipitación media anual en el mundo (los colores tonos oscuros representan más cantidad acumulada).

En meteorología, la precipitación es cualquier forma de hidrometeoro que cae de la atmósfera y llega a la superficie terrestre. Este fenómeno incluye lluvia, (tormenta) llovizna, nieve, aguanieve, granizo, pero no virga, neblina ni rocío, que son formas de condensación y no de precipitación. La cantidad de precipitación sobre un punto de la superficie terrestre es llamada pluviosidad, o monto pluviométrico.

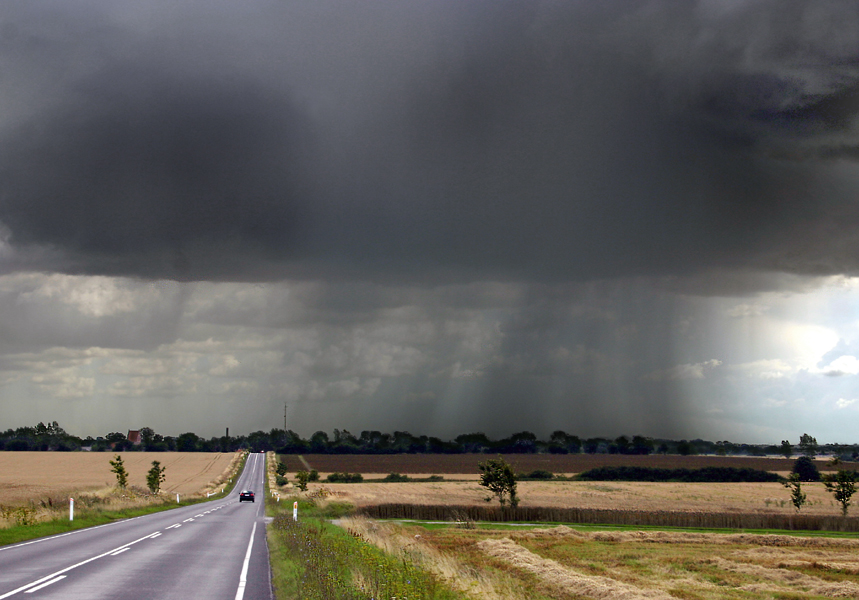
Precipitación en estado líquido y en forma de un chubasco común en Dinamarca.

La precipitación es una parte importante del ciclo hidrológico, al llevar agua dulce a la parte emergida de la corteza terrestre y, por ende, favorecer la vida en la Tierra, tanto de animales como de vegetales, que requieren agua para vivir. La precipitación se genera en las nubes, cuando alcanzan un punto de saturación; en este punto las gotas de agua aumentan de tamaño hasta alcanzar una masa que se precipita por la fuerza de la gravedad. Es posible inseminar nubes para inducir la precipitación rociando un polvo fino o un químico apropiado (como el nitrato de plata) dentro de la nube, lo que acelera la formación de gotas de agua e incrementa la probabilidad de precipitación, aunque las pruebas no han sido satisfactorias.
Si bien la lluvia es la más frecuente de las precipitaciones, no deben olvidarse los otros tipos: la nevada y el granizo. Cada una de estas precipitaciones puede a su vez clasificarse en diversos tipos.
El lugar más húmedo del mundo se encuentra en el municipio de Puerto López, en Colombia, con una precipitación anual de 12 892 mm. Otras estimaciones apuntan a que Lloró y López de Micay en Colombia tuvieron una precipitación de 13 473 mm.

## Medición de la precipitación

Animación del mapa mundial de la precipitación por mes.

Los valores de precipitación, para que sean válidos, deben ser científicamente comparables.
La precipitación es importante para el pluviómetro y los pluviógrafos, estos últimos se utilizan para determinar la precipitación pluvial de corta duración y alta intensidad. Estos instrumentos deben ser instalados en locales apropiados donde no se produzcan interferencias de edificaciones, árboles, o elementos orográficos como rocas elevadas.
La precipitación pluvial se mide en milímetros (mm), que sería el espesor de la lámina de agua que se formaría, a causa de la precipitación, sobre una superficie plana e impermeable y que equivale a litros de agua por metro cuadrado de terreno (l/m²).
Desde 1960 se ha ido utilizando cada vez más la medición de la lluvia por medio de un radar meteorológico, que generalmente están conectados directamente con modelos matemáticos que permiten determinar la intensidad de lluvia en una zona y los caudales en tiempo real, en una determinada sección de un río en dicha zona.

## Origen de la precipitación

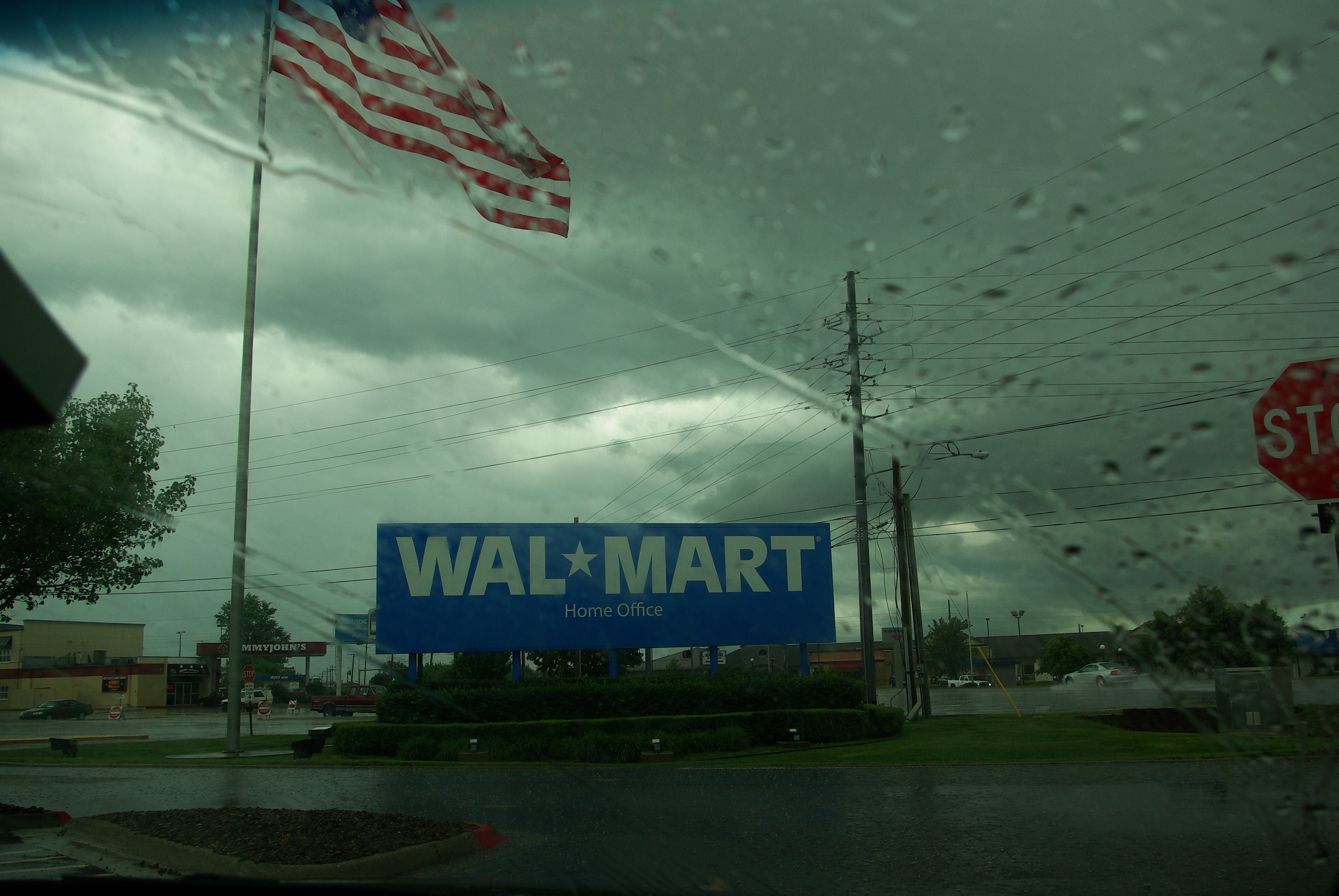
Lluvia en Walmart

En esencia toda precipitación de agua en la atmósfera, sea cual sea su estado (sólido o líquido) se produce por la condensación del vapor de agua contenido en las masas de aire, que se origina cuando estas son forzadas a elevarse y enfriarse. Para que se produzca la condensación es preciso que el aire se encuentre saturado de humedad y que existan núcleos de condensación.
El aire está saturado si contiene el máximo posible de vapor de agua. Su humedad relativa es entonces del 100 por 100. El estado de saturación se alcanza normalmente por enfriamiento del aire, ya que el aire frío se satura con menor cantidad de vapor de agua que el aire caliente. Así, por ejemplo, 1 m³ de aire a 25 °C de temperatura, cuyo contenido en vapor de agua sea de 11 g, no está saturado; pero los 11 g lo saturan a 10 °C, y entonces la condensación ya es posible.
Los núcleos de condensación (que permiten al vapor de agua recuperar su estado líquido), son minúsculas partículas en suspensión en el aire: partículas que proceden de los humos o de microscópicos cristales de sal que acompañan a la evaporación de las nieblas marinas. Así se forman las nubes. La pequeñez de las gotas y de los cristales les permite quedar en suspensión en el aire y ser desplazadas por los vientos. Se pueden contar 500 por cm³ y, sin embargo, 1 m³ de nube apenas contiene tres gramos de agua.
Las nubes se convierten en lluvia cuando las gotitas se hacen más gruesas y más pesadas. El fenómeno es muy complejo: las diferencias de carga eléctrica permiten a las gotitas atraerse; los «núcleos», que a menudo son pequeños cristales de hielo, facilitan la condensación. Así es como las descargas eléctricas se acompañan de precipitación violenta. La técnica de la «lluvia artificial» consiste en «sembrar» el vértice de las nubes, cuando hay una temperatura inferior a 0 °C, con yoduro de sodio; este se divide en minúsculas partículas, que provocan la congelación del agua; estos cristales de hielo se convierten en lluvia cuando penetran en aire cuya temperatura es superior a 0 °C.

### Cómo se satura el aire de humedad

#### Enfriamiento del aire hasta su punto de rocío

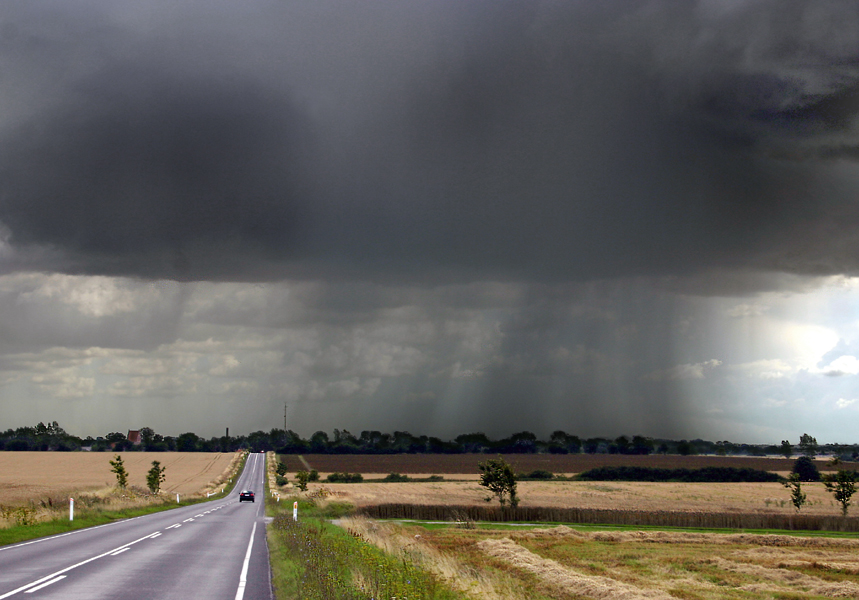
Lluvia de finales de verano en Dinamarca.

El punto de rocío es la temperatura a la que debe enfriarse un volumen de aire para que se sature y (a menos que se produzca sobresaturación) se condense en agua. Normalmente el vapor de agua comienza a condensarse en núcleos de condensación como polvo, hielo y sal para formar nubes. La concentración de núcleos de condensación determinará la microfísica de las nubes. Una porción elevada de una zona frontal fuerza amplias áreas de sustentación, que forman cubiertas nubosas como altostratos o cirrostratos. El estrato es una cubierta nubosa estable que tiende a formarse cuando una masa de aire frío y estable queda atrapada bajo una masa de aire cálido. También puede formarse debido al levantamiento de niebla por advección en condiciones de brisa.
Existen cuatro mecanismos principales para enfriar el aire hasta su punto de rocío: enfriamiento adiabático, enfriamiento conductivo o por conducción, enfriamiento radiativo y enfriamiento evaporativo. El enfriamiento adiabático se produce cuando el aire asciende y se expande El aire puede ascender debido a la convección, a movimientos atmosféricos a gran escala o a una barrera física como una montaña (elevación orográfica). El enfriamiento por conducción se produce cuando el aire entra en contacto con una superficie más fría, normalmente al ser soplado de una superficie a otra, por ejemplo de una superficie de agua líquida a tierra más fría. El enfriamiento radiativo se produce debido a la emisión de radiación infrarroja, ya sea por el aire o por la superficie que se encuentra debajo. El enfriamiento evaporativo se produce cuando se añade humedad al aire a través de la evaporación, lo que obliga a la temperatura del aire a enfriarse hasta su temperatura de bulbo húmedo, o hasta que alcanza la saturación.

#### Adición de humedad al aire
Las principales formas de añadir vapor de agua al aire son: la convergencia del viento en zonas de movimiento ascendente, la precipitación que cae desde arriba, el calentamiento diurno que evapora el agua de la superficie de los océanos, masas de agua o tierra húmeda, la transpiración de las plantas, el aire frío o seco que se desplaza sobre aguas más cálidas, y la elevación del aire sobre las montañas.

## Variación temporal de la precipitación

Climograma de Humapalca, en el altiplano chileno. Se observa las lluvia intensa (línea azul) en los meses de verano, fenómeno llamado invierno altiplánico.

El cantidad de precipitación de acuerdo a ciertos ciclos temporales determinados por los movimientos de rotación y traslación terrestres y por la localización astronómica o geográfica del lugar de que se trate. Estos ciclos pueden ser diarios, mensuales o estacionales o en ciclos anuales; en efecto, siempre hay meses en los que la precipitación es mayor que en otros. Por ejemplo, en San Francisco, California (Estados Unidos), los meses de mayor precipitación se dan entre noviembre y marzo, mientras que en Miami, Florida los meses de mayor precipitación son de mayo a octubre.
Para poder evaluar correctamente las características objetivas del clima, en el cual la precipitación, y en especial la lluvia, desempeña un papel importante, la precipitación mensual debe haber sido observada por un período de por lo menos 20 a 30 años, lo que se llama un período de observación largo.
La variación estacional de las precipitaciones, en especial de la lluvia, define el año hidrológico. Este da inicio en el mes siguiente al de menor precipitación media de largo período. Por ejemplo en San Francisco, el año hidrológico se inicia en agosto, mientras que en Miami se inicia en enero.

## Variación espacial de la precipitación
La distribución espacial de la precipitación sobre los continentes es muy variada, así existen áreas vastas como algunos desiertos, donde es muy escasa, del orden 0 a 200 mm de precipitación acumulada por año. En el desierto del Sahara la media anual de lluvia es de apenas algunos milímetros, mientras que en las áreas próximas al golfo de Darién entre Colombia y Panamá, la precipitación anual es superior a 3000 mm, con un máximo de unos 10.000 mm. El desierto de Atacama, en el norte de Chile, es el área más seca de todos los continentes.
La orografía influye fuertemente en las precipitaciones. Una elevación del terreno provoca muy frecuentemente un aumento local de la precipitación, al provocar la ascensión de las masas de aire saturadas de vapor de agua (lluvia orográfica).

## Altura de precipitación
Para realizar mediciones, se comprobaría la altura del agua de lluvia que cubriría la superficie del suelo, en el área de influencia de una estación pluviométrica, si pudiese mantenerse sobre la misma sin filtrarse ni evaporarse. Se expresa generalmente en milímetros de altura o litros por metro cuadrado.
La medición de la precipitación se efectúa por medio de pluviómetros o pluviógrafos; los segundos son utilizados principalmente cuando se trata de determinar una precipitación intensa en un período corto. Para que los valores sean comparables en las diferentes estaciones pluviométricas se utilizan instrumentos homologados.

## Huella en la ingeniería

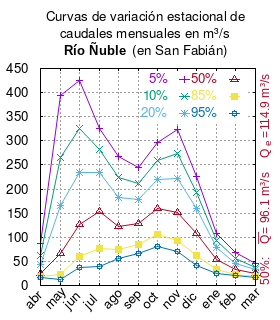
Curvas de variación estacional del río Ñuble en San Fabián. La línea de trángulos color ocre es la mediana (estadística) del caudal en el lugar de la medición. Se observa el aumento del caudal con la lluvia de invierno de junio a agosto, y luego con los derretimientos de la nieve en octubre y noviembre.

La ingeniería agrícola es influida por factores climáticos en el riego y drenaje de cultivos y el uso del agua en determinadas zonas dependiendo la precipitación al igual que la conservación de tierras. Muchas obras de ingeniería civil se ven profundamente influidas por los factores climáticos; por su importancia destaca la precipitación pluvial. En efecto, un correcto dimensionamiento del drenaje garantizará la vida útil de una carretera, una vía férrea o un aeropuerto. El conocimiento de la precipitación pluvial extrema y en consecuencia el dimensionamiento adecuado de las obras hidráulicas (por ejemplo los vertedores de excedencias de las presas) garantizará su correcto funcionamiento y la seguridad de las poblaciones que se sitúan aguas abajo. El cálculo de episodios de lluvia muy intensa y de corta duración es muy importante para dimensionar el drenaje urbano y así evacuar volúmenes de agua que podrían producir inundaciones.
Las características de la precipitación pluvial que se deben conocer para estos casos son:
La intensidad de la lluvia y su duración: estas dos características están asociadas. Para un mismo período de retorno, al aumentarse la duración de la lluvia disminuye su intensidad media, la formulación de esta dependencia es empírica y se determina caso por caso, con base en los datos observados directamente en el sitio de estudio o en otros sitios próximos con las características hidrometeorológicas similares. Dicha formulación se conoce como relación Intensidad-Duración-Frecuencia, comúnmente conocidas como curvas IDF.
La precipitación pluvial extrema, período de retorno de 2, 5, 10, 20, 50, 100, 500, 1000 y hasta 10.000 años, para cada sitio particular o para una cuenca, o la precipitación máxima probable, o PMP, son determinadas con procedimientos estadísticos, basándose en extensos registros de lluvia.

## Determinación de la lluvia media en una cuenca
Las dimensiones de una cuenca hidrográfica son muy variadas y la precipitación también varía en el tiempo y en el espacio. Para tomar en cuenta estas diversidades y conocer el comportamiento de la lluvia, así como su magnitud en tales condiciones, es frecuente que se instalen varias estaciones pluviométricas en ella.
Para determinar la precipitación media en la cuenca se elige un período de retorno determinado, se determina la lluvia acumulada en cada estación para el periodo de retorno seleccionado y luego se calcula la lluvia media, para esto se utiliza alguno de los procedimientos siguientes: polígonos de Thiessen y método de las isoyetas.
Es común encontrar regiones sin registros o con escasa información, por lo que se debe recurrir a criterios de evaluación regional. La hipótesis de la regionalización es que las lluvias importantes se presentaron en sitios próximos, lo cual genera la ventaja de aprovechar los datos de las estaciones donde si se registraron aquellos fenómenos.